# Seawolf (U-Boot, 1997)
Die Seawolf, auch USS Seawolf (Kennung: SSN-21), ist ein atomgetriebenes Jagd-U-Boot und Typschiff der gleichnamigen Klasse der United States Navy.

## Geschichte

### Bau und Testfahrten
Die Kiellegung des Atom-U-Bootes fand am 25. Oktober 1989 bei Electric Boat statt, der Stapellauf verzögerte sich wegen Problemen mit dem erstmals eingesetzten Stahl auf Juni 1995. Das Schiff wurde von Margaret Dalton, der Ehefrau des Marineministers John Howard Dalton, nach der Fischart Seewölfe getauft. Bis zum 5. Juli 1996 führte die Seawolf ihre ersten Testfahrten durch, die offizielle Indienststellung bei der US Navy fand ein Jahr später statt. Bis 2001 wurden weitere Tests durchgeführt.

### Einsätze
Der erste Einsatz der Seawolf begann im Juni 2001. Dabei waren 65 % der Besatzungsmitglieder (außerdem 11 von 14 Offizieren) auf ihrer ersten Einsatzfahrt. Das Boot durchquerte den Atlantik und lief im schottischen Faslane-on-Clyde ein. Die Terroranschläge vom 11. September beendeten den Aufenthalt und die dort geplanten Wartungsarbeiten jedoch frühzeitig. Die Seawolf verließ die Basis und fuhr westwärts, wo sie sich mitten im Atlantik mit der Flugzeugträgerkampfgruppe um die Theodore Roosevelt traf und mit dieser Richtung Mittelmeer lief. Dort verließ sie die Gruppe wieder und nahm erst an einer NATO-Übung gegen diesel-elektrische U-Boote teil. Später traf sie sich vor La Maddalena mit dem U-Boot-Tender Emory S. Land, um neue Verpflegung an Bord zu nehmen, und tauschte Torpedos gegen Marschflugkörper, um für einen Krieg in Afghanistan gerüstet zu sein. Über Einsätze während der Operation Enduring Freedom ist nichts bekannt geworden.
Am 30. Oktober 2002 kehrte die Seawolf für eine dreiwöchige Überholung zurück in die Werft von EB. Das Schiff wurde von der US Navy überholt, die Werftanlage dafür geleast. Im Sommer 2003 nahm die Seawolf an der NATO-Übung Odin-One in der Nordsee teil, einer U-Jagd-Operation. 2006 operierte das Boot im Pazifik, machte unter anderen in Apra Harbor, Guam fest. 2007 wurde die Seawolf von der Naval Submarine Base New London in die Naval Base Kitsap verlegt. 2009 nahm sie an der Seite des Flugzeugträgers John C. Stennis an Übungen mit der japanischen Marine teil.